# قاره ال عبيد (يبعث)

تعديل مصدري - تعديل

قاره ال عبيد هي إحدى قرى عزلة يبعث بمديرية يبعث التابعة لمحافظة حضرموت، بلغ تعداد سكانها 99 نسمة حسب تعداد اليمن لعام 2004.